# Темишварско-крашовски округ
Темишварско-крашовски округ је био један од три округа Војводства Србије и Тамишког Баната (крунске области Аустријског царства) између 1849. и 1852. године.

## Историја
Војводство Србија и Тамишки Банат формирано је 1849. године и првобитно је подељено на три округа: Темишварско-крашовски, Бачко-торонталски и Сремски. Темишварско-крашовски округ је укључивао подручја бивших жупанија Тамишке и Крашовске, изузев Вршачког среза бивше Тамишке жупаније, који је припао Бачко-торонталском округу. Године 1853. је Војводство Србија и Тамишки Банат подељено на пет округа, а подручје Темишварско-крашовског округа је подељено на Темишварски и Лугошки округ.

## Географија
Темишварско-крашовски округ је укључивао централне, северне и источне делове Баната. Граничио се са Бачко-торонталским округом на западу, аустријском Војном крајином на југу и југоистоку, аустријском Трансилванијом на североистоку и аустријском Краљевином Угарском на северу.